# Кипърска четвърта дивизия
Кипърската четвърта дивизия (на гръцки: τέταρτο τμήμα) е бившето четвърто ниво на футбола в Кипър.

## Структура
Дивизията е полу-професионална, съдържа 14 отбора. Те играят два пъти по между си, веднъж като домакин и веднъж като гост, общо 28 мача за отбор. Първите два отбора печелят промоция за трета дивизия, а последните три изпадат в регионалните групи. Сезон 2014/15 е последен, след което групата е заменена от СТОК елитна дивизия.

## Отбори за сезон 2014/2015
- АЕН Врисулон
- Адонис Идалиу
- Алки Ороклини
- Аспида Пилас
- Елпида Астромерити
- Еноси Кокинотримитиас
- Френарос 2000
- Ираклис Йеролаку
- Курис Еримис
- Ленас Лимасол
- Ливадиакос/Саламина Ливадион
- Олимпиада Лимпион
- ПО Ксилотимпу
- Спартакос Китиу